# Megalomyrmex tasyba
Megalomyrmex tasyba är en myrart som beskrevs av Brandao 1990. Megalomyrmex tasyba ingår i släktet Megalomyrmex och familjen myror. Inga underarter finns listade i Catalogue of Life.